# فرانترا انرژی
فرانترا انرژی (انگلیسی: Frontera Energy) شرکت نفت کانادایی است، که در سال ۲۰۰۹ تأسیس شد.